# Abdullah Al-Abbas
Abdullah Al-Abbas (født 30. januar 1992) er en saudiarabisk håndboldspiller for Al-Noor og det saudiarabiske landshold.